# Восток-1
«Восток-1» («Восток») — советский пилотируемый космический корабль из серии «Восток», первый в мире космический аппарат, поднявший на своём борту человека на околоземную орбиту.
На корабле «Восток» 12 апреля 1961 года лётчик-космонавт СССР майор ВВС Юрий Алексеевич Гагарин совершил первый в мире пилотируемый полёт в космическое пространство. Старт корабля состоялся с советского космодрома Байконур в 9 часов 7 минут по московскому времени (06:07:00 UTC). Корабль выполнил один оборот вокруг Земли и совершил посадку в 10 часов 53 минуты (07:53:00 UTC) в районе деревни Смеловка Саратовской области. Длительность полёта составила 106 минут.
Корабль стал и первым в мире управляемым космическим аппаратом, позволившим совершить полёт в космос.
Юрий Гагарин приземлился в Саратовской области. С 12 по 14 апреля 1961 года находился на отдыхе в Куйбышевской области. 14 апреля 1961 года Москва встречала Гагарина как национального героя. После прибытия в московский аэропорт Внуково Гагарин торжественно отдал рапорт Н. С. Хрущёву о выполнении правительственного задания. На приёме в Кремле 14 апреля 1961 года Гагарину были вручены медаль «Золотая Звезда» Героя Советского Союза и орден Ленина. Он получил воинское звание майора ВВС, лётный знак Военный лётчик 1-го класса, почётное звание Лётчик-космонавт СССР. От Правительства Гагарин получил легковой автомобиль Волга, четырёхкомнатную квартиру по месту службы и денежную премию.

## Экипаж
- Экипаж корабля — Юрий Алексеевич Гагарин
- Дублирующий экипаж — Герман Степанович Титов
- Экипаж поддержки — Григорий Григорьевич Нелюбов

## Выбор космонавта
Кто первым должен лететь в космос, у Главного конструктора Особого конструкторского бюро № 1 Госкомитета Совета Министров СССР по оборонной технике С. П. Королёва и его сподвижников сомнений не вызывало — это должен быть лётчик реактивной истребительной авиации.
С учётом особенностей и возможностей космической техники понадобились особые кандидаты — люди абсолютно здоровые, профессионально подготовленные, дисциплинированные, возраст — около 30 лет, рост — не более 170 см, вес — до 68—70 кг.
В первом отряде космонавтов обозначились два лидера — Юрий Гагарин и Герман Титов.
3 апреля 1961 года состоялось заседание Президиума ЦК КПСС, которое проводил Н. С. Хрущёв. По докладу заместителя Председателя Совета Министров СССР Д. Ф. Устинова Президиум ЦК принял решение о запуске человека в космос.
8 апреля 1961 состоялось заседание Государственной комиссии по пуску космического корабля «Восток», которую возглавлял Председатель Государственного комитета Совета Министров СССР по оборонной технике К. Н. Руднев. Комиссия утвердила первое в истории задание человеку на космический полёт, подписанное С. П. Королёвым и Н. П. Каманиным:

«Выполнить одновитковый полёт вокруг Земли на высоте 180—230 километров, продолжительностью 1 час 30 минут с посадкой в заданном районе. Цель полёта — проверить возможность пребывания человека в космосе на специально оборудованном корабле, проверить оборудование корабля в полёте, проверить связь корабля с Землёй, убедиться в надёжности средств приземления корабля и космонавта».

После открытой части заседания комиссия осталась в узком составе и утвердила предложение Н. П. Каманина допустить в полёт Юрия Гагарина, а Титова утвердить как запасного космонавта. 10 апреля в Ленинске прошла неофициальная встреча космонавтов и конструкторов с советскими военачальниками.

## Конструкция
- Масса аппарата — 4,725 т;
- Диаметр герметичного корпуса — 2,2 м;
- Длина (без антенн) — 4,4 м;
- Максимальный диаметр — 2,43 м.

В мае 1959 года по инициативе заместителя Председателя Совета Министров СССР, председателя Комиссии Президиума Совета Министров СССР по военно-промышленным вопросам Д. Ф. Устинова было принято решение Совета Министров СССР об утверждении разработки пилотируемого комплекса «Восток».
Участие СССР в космической гонке привело к тому, что при создании корабля был выбран ряд неоптимальных, но зато простых и быстро осуществимых решений. Некоторые компоненты создать вовремя не успели, в результате пришлось отказаться от системы аварийного спасения на старте и системы мягкой посадки корабля. Кроме того, из конструкции строящегося корабля была убрана дублирующая тормозная установка. Последнее решение было обосновано тем, что при запуске корабля на низкую 180-200-километровую орбиту он в любом случае в течение 10 суток сошёл бы с неё вследствие естественного торможения о верхние слои атмосферы и вернулся бы на Землю. На эти же 10 суток рассчитывались и системы жизнеобеспечения.

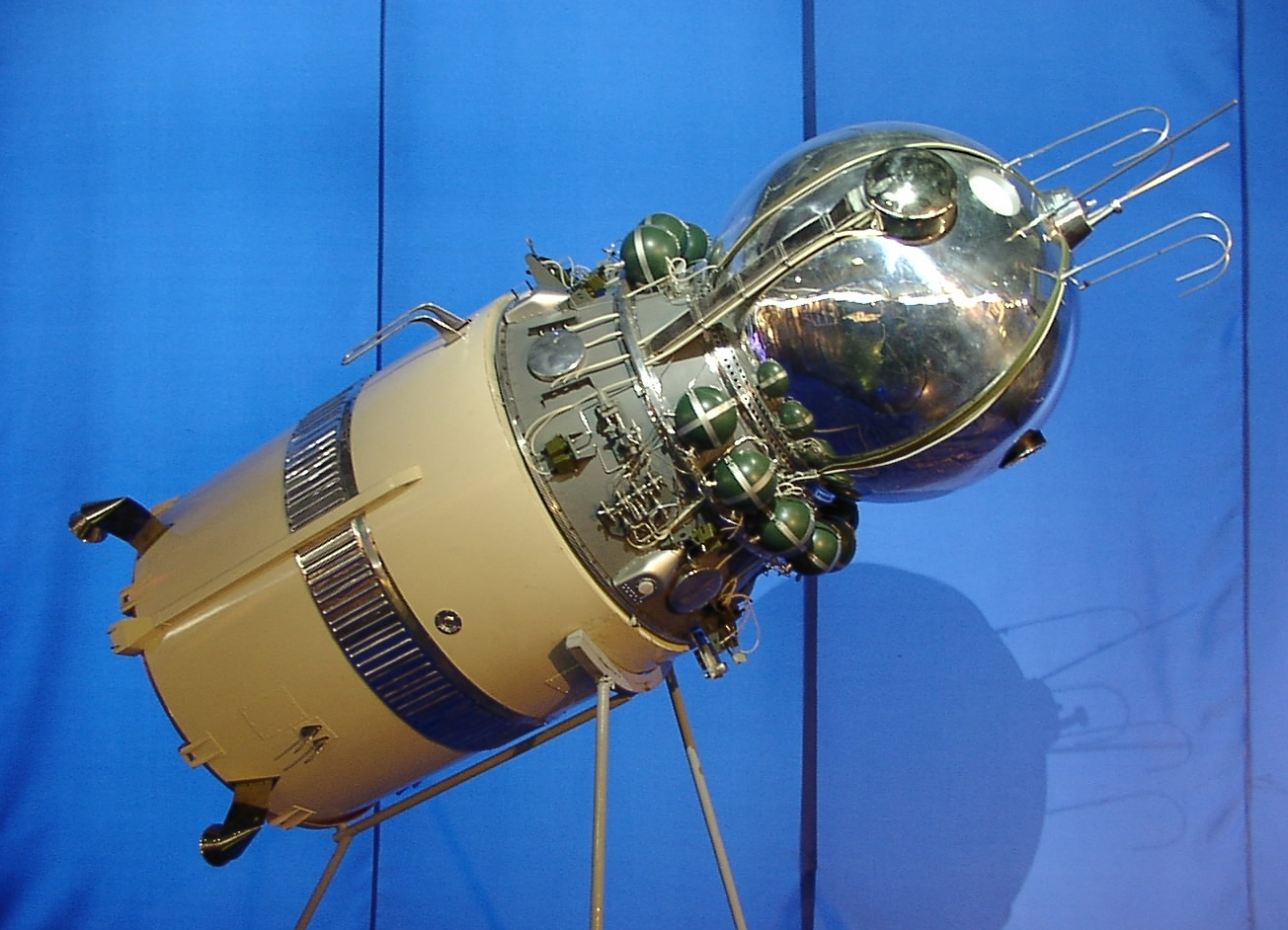
Макет космического корабля «Восток» с третьей ступенью носителя «Восток»

### Связь
Специально для космического полета была разработана система космической связи «Заря», работавшая в диапазоне ультракоротких волн, которая создавалась с 1959 по 1961 год. В то время, когда корабль находился вне видимости наземных пунктов «Зари», использовалась система дальней коротковолновой связи «Весна». Для передачи данных о состоянии космонавта использовалась коротковолновая телеметрическая система «Сигнал». Наблюдение за космонавтом производилось с помощью космической телевизионной системы «Селигер». При спуске использовалась  сети радиолокационных станций страны.
При этом какая либо теле- или фотоаппаратура для съёмки земной поверхности на Востоке-1 отсутствовала.

### Система жизнеобеспечения

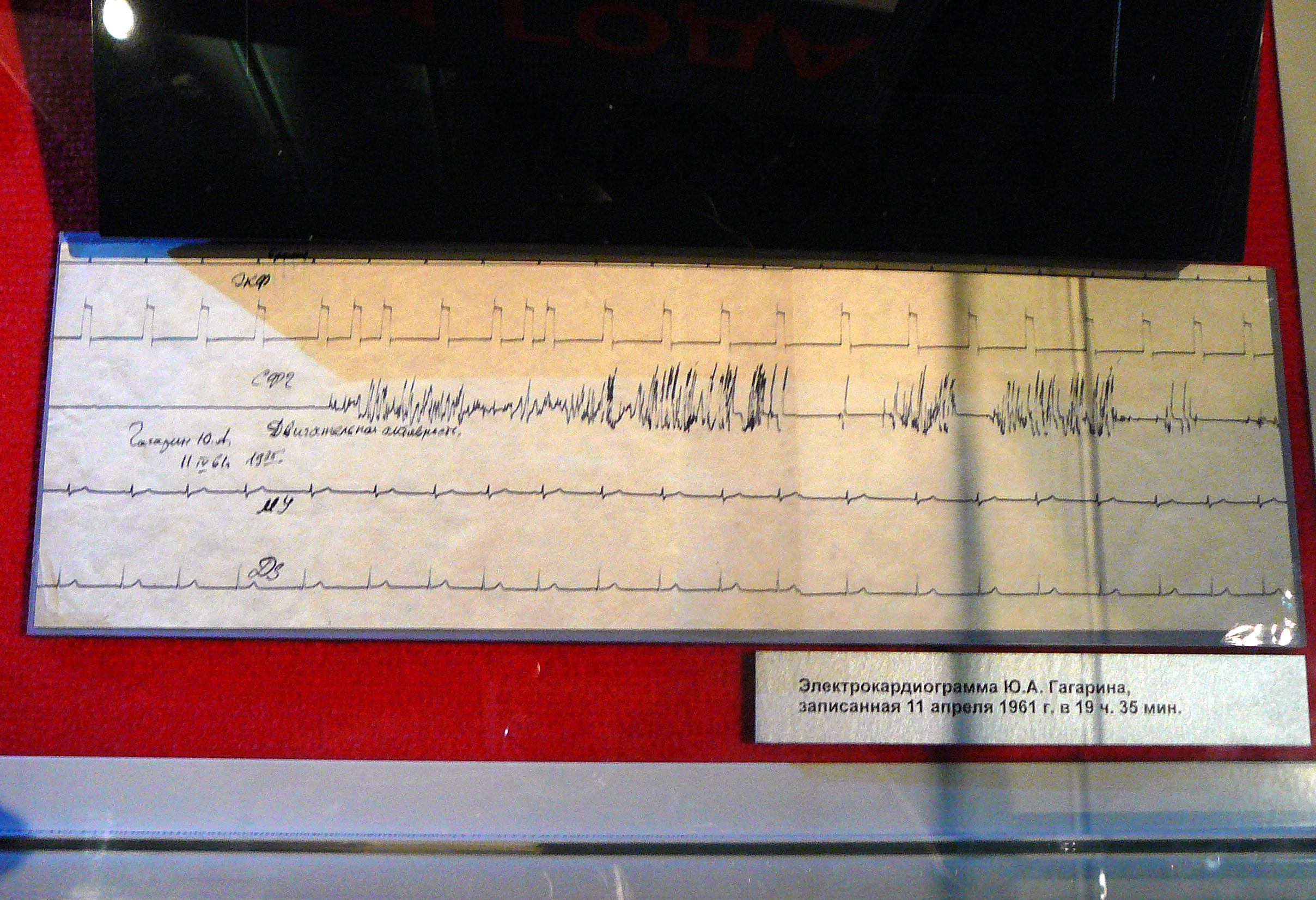
Электрокардиограмма Ю. Гагарина, записанная за день до его полёта в космос

Первый полёт проходил в автоматическом режиме, при котором космонавт был как бы пассажиром корабля. Тем не менее в любой момент он мог переключить корабль на ручное управление.
Советские психологи, не зная достоверно, как будет себя вести человек при длительном воздействии невесомости, допускали, что космонавт может потерять над собой контроль и захочет вести корабль вручную, поэтому цифровой код, позволяющий отключить автоматику, лежал в специальном запечатанном конверте. Подразумевалось, что правильно прочитать и ввести этот код космонавт сможет только будучи вменяемым. Однако перед полётом Гагарину всё же сказали этот код.
В спускаемом аппарате поддерживалось нормальное для человека давление 755—775 мм рт. ст., температура в кабине в начале полёта составляла 19 °C, к концу поднялась до 22 °C, имелся запас пищи и воды, а также механизм для сбора отходов.

### Управление

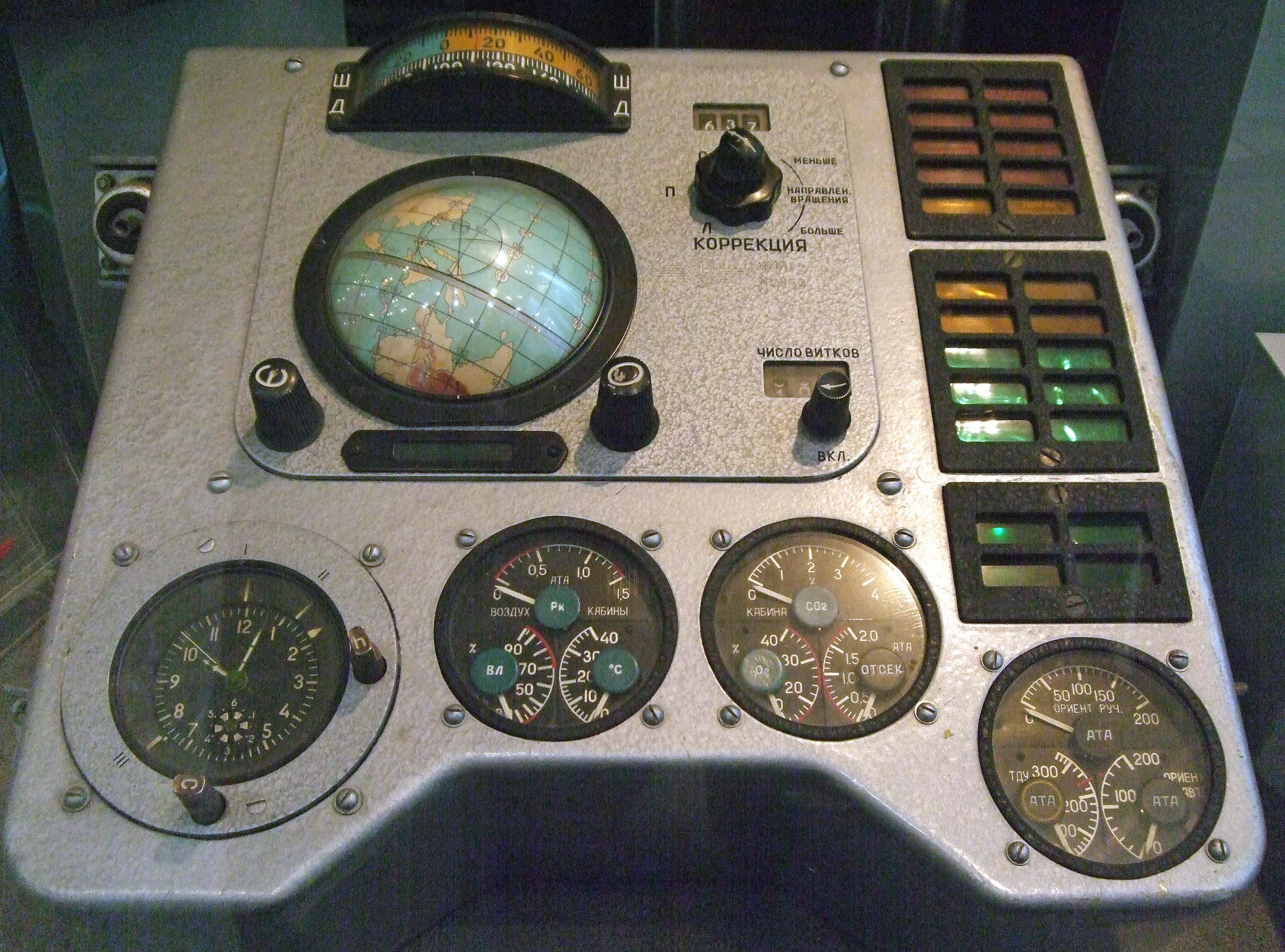
Часть приборной панели космического корабля Восток-1

Для управления корабля в ОКБ-1 была разработана система управления движением (ориентации и спуска) «Чайка». Система подразумевала два режима функционирования: основной и резервный. Для визуальной ориентации космонавта в космическом пространстве относительно поверхности Земли на корабль был установлен оптический прибор «Взор». Прибор представлял собой устанавливаемую на один из трех иллюминаторов корабля кольцевую зеркальную зону, а также матовый экран для проецирования изображения. Помимо этого, на корабле имелись пульт ручного управления и приборная доска, показывающая основные индикаторы полёта.

### Электрооборудование
Всё внутреннее электропитание корабля осуществлялось за счёт серебряно-цинковых аккумуляторных батарей, разработанных во ВНИИИТ. Одна из батарей размещалась в приборном отсеке, вторая — в спускаемом аппарате. Всего в различных системах корабля были использованы: 421 электронная лампа, более 600 полупроводниковых транзисторов, 56 электродвигателей, около 800 реле и переключателей. Общая протяженность электрических кабелей на корабле составляла около 15 км.

### Приборный отсек
Вес приборного отсека, выполненного в виде двух соединённых конусов, составлял порядка 2 300 кг. Он был наполнен аппаратурой, обеспечивающей работу корабля в орбитальном полёте. С внешней стороны приборного отсека были установлены два комплекта газовых ракетных двигателей, которые использовались для ориентации корабля. Эти двигатели работали на сжатом азоте, который подавался из баллонов, размещенных непосредственно в приборном отсеке. Каждый комплект состоял из 8 двигателей мощностью 1.5 кгс каждый. Помимо этого, с внешней стороны отсека крепилось большое количество антенн и датчиков.

### Надёжность
Расчётная вероятность успешного завершения полета пилотируемого корабля составляла 0,875, при этом тогдашние требования к уровню надежности составляли 0,95. Вместе с тем Николай Каманин запишет в своём дневнике: «Полет, которого мы все так ждём, — это зона большого риска».

## Ход миссии

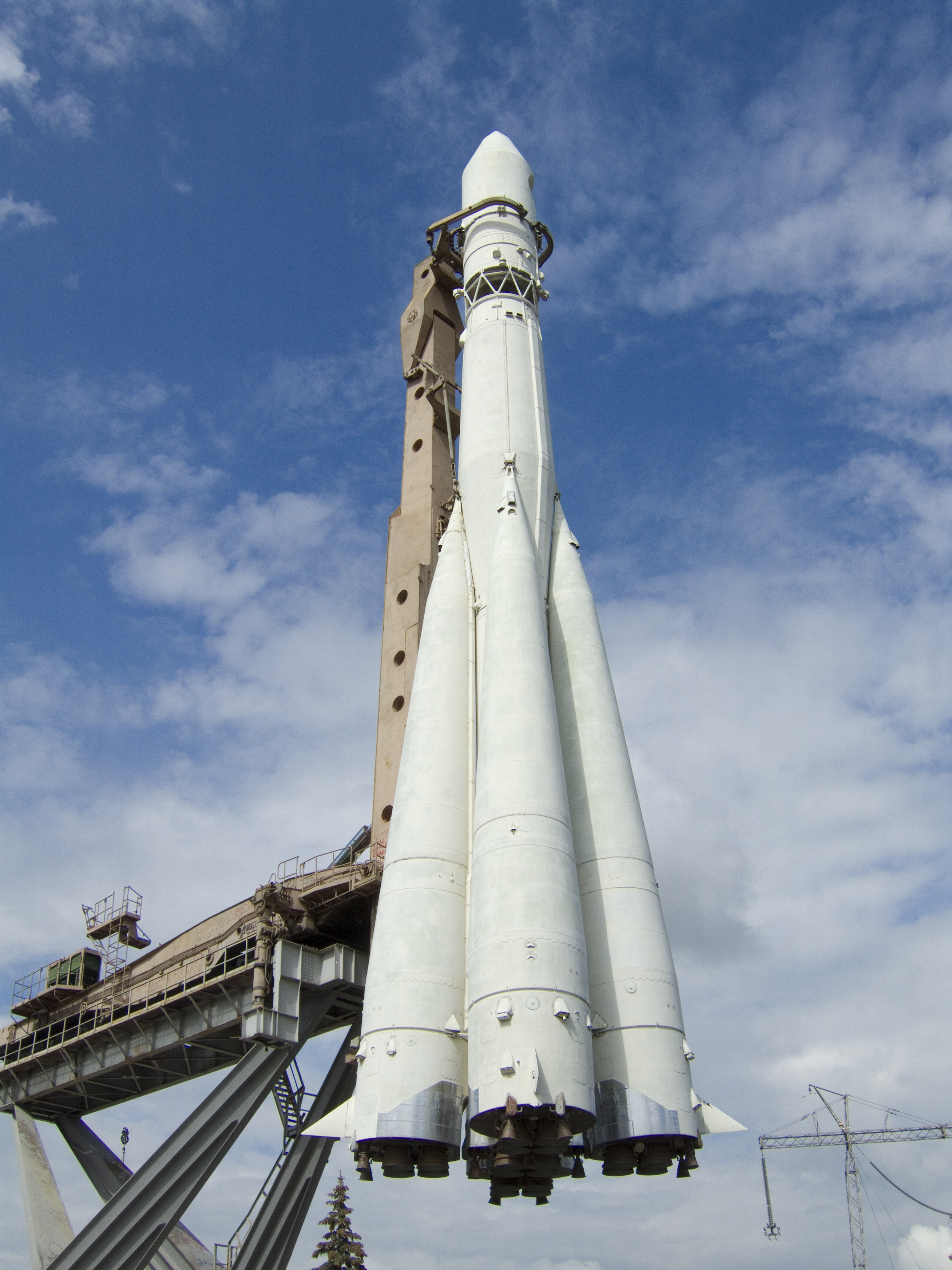
Копия ракеты «Восток», ВДНХ, Москва

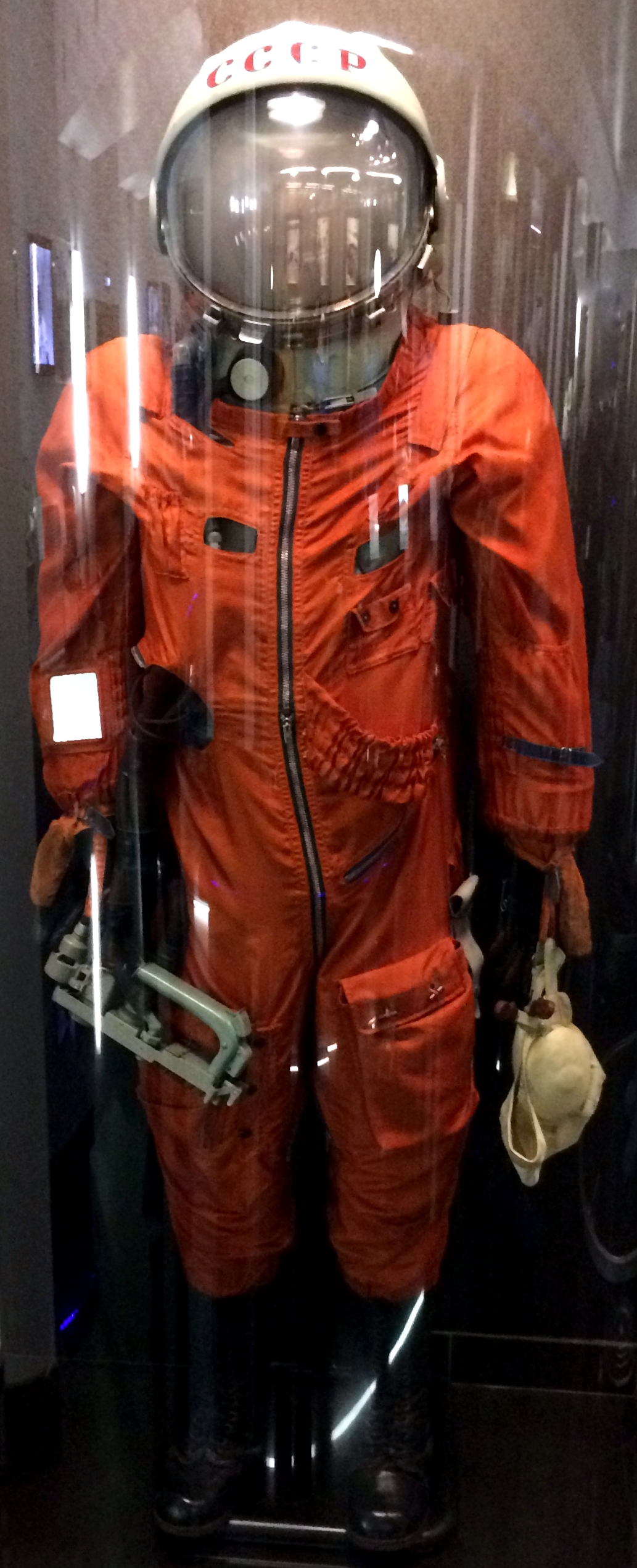
Скафандр Ю. А. Гагарина в ОАО «НПП Звезда»

### Хронология
| Время (ДМВ)          | Событие | Переговоры |
| -------------------- | --- | --- |
| Перед стартом:       | | |
| 03:00                | На стартовой площадке начались заключительные проверки космического корабля. Присутствовал главный конструктор Сергей Павлович Королёв. | |
| 5:30                 | Евгений Анатольевич Карпов вошёл в спальню и потряс Гагарина за плечо: «Юра, пора вставать…» Поднялся и Герман Титов. Доктор удовлетворенно покачал головой — космонавты были бодры. После физзарядки был завтрак. Космонавты с удовольствием отведали мясного пюре, потом черносмородинового джема и кофе. | |
| 06:00                | Началось заседание Государственной комиссии. Оно было очень коротким: «Всё готово». После заседания было окончательно подписано полётное задание Космонавту № 1. | |
| 06:50                | Гагарин вышел из автобуса. Многие провожающие знали его лично. Всех охватило волнение. Каждый хотел на прощанье обнять первого Космонавта. | |
| Циклограмма запуска: | | |
| 07:10                | голос Гагарина появился в эфире. | Гагарин («Кедр»): Как слышите меня? Каманин («Заря-1»): Слышу хорошо. Как слышите меня? Гагарин: Вас слышу хорошо. Каманин: Приступайте к проверке скафандра. Как поняли меня? |
| 07:11                | | Гагарин: Вас понял: приступить к проверке скафандра. Через 3 минуты. Сейчас занят. |
|                      | | Заря-1: «Кедр», я «Заря-1». Говорит с вами Руднев. Юрий Алексеевич, как у вас самочувствие? Гагарин: «Заря-1», я «Кедр». Чувствую себя хорошо, к старту готов, настроение бодрое. В общем, всё в порядке. «Заря-1», как поняли меня? Приём. Заря-1: «Кедр», поняли вас хорошо. Председатель вас слышал. У нас всё нормально идёт. |
| 07:44                | | Королёв («Заря-1»): У нас всё идёт отлично. Как чувствуете? Гагарин: Вас понял. У меня тоже идёт всё хорошо, самочувствие хорошее, сейчас будут закрывать люк № 1. |
|                      | | Заря-1: Юра, проверьте памятку, удобство пользования памяткой и видимость кодовой таблицы. Гагарин: Понял вас правильно. Приём. Пользование памяткой и возможность считывания сигнала проверил. Всё нормально. Заря-1: «Кедр», я «Заря-1». Понял вас. Всё отлично, молодец… |
|                      | | Заря-1: Юра, тебе привет коллективный от всех ребят, кто сейчас здесь. Как понял? Приём. Гагарин: «Заря-1», я «Кедр». Понял вас. Большое спасибо. Передайте им всем самый горячий привет от меня. (насвистывает «Ландыши») |
| 07:58                | Не замкнулся концевой контакт «Люк закрыт» одного из трёх датчиков люка | Королёв: «Кедр», я «Заря-1». Юрий Алексеевич, у нас так получилось: после закрытия люка вроде один контактик не показал, что он прижался. Поэтому мы, наверное, сейчас будем снимать люк и потом его поставим снова. Как поняли меня? Гагарин: Понял вас правильно. Люк открыт. Проверяют сигнализаторы. |
| 08:05                | Неисправность устранена | Каманин: «Кедр», я «Заря-1». Объявлена готовность часовая. Продолжайте осмотр оборудования. |
| 08:10                | объявлена 50-минутная готовность. | |
| 08:25                | | Королёв: Герметичность проверили — всё в норме, в полном порядке. Как поняли? Гагарин: Вас понял: герметичность в порядке. Слышу и наблюдаю: герметичность проверили. Они что-то там постукивают немножко. |
| 08:30                | объявлена 30-минутная готовность. | |
| 08:35                | | Каманин: Сейчас будут отводить установщик. Как понял? Гагарин: Вас понял: будут отводить установщик. |
| 08:37                | | Каманин: Стрела установщика отошла нормально. Как поняли? Гагарин: Понял вас: стрела установщика отошла нормально. |
| 08:41                | | Каманин: Вас слышу отлично. Пульс у вас 64, дыхание 24. Всё идёт нормально.. |
| 08:50                | объявлена 10-минутная готовность. | Вас понял — объявлена десятиминутная готовность. Гермошлем закрыт. Все нормально, самочувствие хорошее, к старту готов. |
|                      | | Заря-1: Всё идёт нормально. Займите исходное положение для регистрации физиологических функций. Гагарин: Вас понял. Всё идёт нормально. Занять исходное положение для регистрации физиологических функций. Положение занял. |
| 09:00                | объявлена минутная готовность. | Гагарин: (насвистывает «Летите, голуби, летите») Королёв: Минутная готовность, как вы слышите? Гагарин: Вас понял — минутная готовность. Занял исходное положение… |
| 09:01:51             | команда «Минутная готовность» | |
| 09:03:00             | команда «Ключ на старт» | |
| 09:03:06             | команда «Протяжка-1» | |
| 09:03:16             | команда «Продувка» | |
| 09:03:51             | команда «Ключ на дренаж» | |
| 09:05:51             | команда «Пуск» | |
| 09:06:41             | команда «Протяжка-2» | |
| 09:06:51             | команда «Зажигание» | |
| 09:07                | включение зажигания | Королёв: Даётся зажигание, «Кедр». Гагарин: Вас понял — даётся зажигание. Королёв: Предварительная ступень… Промежуточная… Полный подъём! По громкой связи космонавт кричит: Поехали! |
| 09:07                | | Гагарин: «Заря-1», я «Кедр». Всё проходит нормально. Шум в кабине слабый. Самочувствие хорошее, чувствую перегрузку, вибрация, всё нормально. Королёв: Я «Заря-1». Мы все желаем вам доброго полёта. Всё нормально? Гагарин: Спасибо. До свидания. До скорой встречи, дорогие друзья! До свидания, до скорой встречи. |
| Полёт:               | | |
| 09:09                | отделение первой ступени | Гагарин: «Заря-1», я «Кедр». Закончила работу первая ступень. Спали перегрузки и вибрации. Полёт продолжается нормально. Приём. Заря-1: Прошло разделение, всё нормально. Как чувствуете себя, приём. Гагарин: Слышу вас хорошо. Разделение почувствовал. Работает стандарт три. Всё нормально. Заря-1: Понял вас, хорошо. |
|                      | | Гагарин: «Заря», я «Кедр». Самочувствие отличное. Продолжаю полёт. Несколько растёт перегрузка. Вибрации. Всё переношу нормально. Самочувствие отличное. Настроение бодрое. В иллюминатор «Взор» наблюдаю Землю. Различаю складки местности, лес. Самочувствие отличное. Как у вас дела? Приём. Заря-1: «Кедр», «Кедр», я «Заря». Молодец, отлично всё идёт, хорошо! Я «Заря», приём. Гагарин: «Заря», я «Кедр». Наблюдаю облака над землёй, мелкие, кучевые. И тени от них. Красиво, красота! Как слышите, приём? Заря-1: «Кедр», я «Заря», «Кедр», я «Заря». Слышим вас отлично. Продолжайте полёт. |
| 09:18:07             | | Гагарин: Произошло разделение с носителем… <…> Параметры кабины…<…> Чувство невесомости переносится хорошо, приятно. Продолжаю полёт на орбите. Как поняли, приём. |
| 09:22                | Радиосигналы советского космического корабля запеленгованы американской радарной станцией Шамия | |
|                      | Корабль вышел на орбиту с угловой скоростью 2-3 градуса в секунду. | Гагарин: Объект несколько вращается вправо. Хорошо! Красота! Самочувствие хорошее. Продолжаю полёт. Всё отлично проходит. |
| 09:49                | Кратковременный перерыв УКВ-связи С. П. Королёва с космонавтом при переходе космического корабля из зоны видимости Сары-Шаганского КИПа в зону видимости Колпашевского КИПа (Томская обл.). | Гагарин: Землю не слышу. Нахожусь в тени. |
| 09:51                | Начало построения ориентации для схода с орбиты. | |
| 09:55                | Завершение построения ориентации для схода с орбиты. | |
| 09:52                | получение данных | по полученным данным с борта космического корабля «Восток-1», космонавт, находясь над Южной Америкой, передал: «Самочувствие отличное. Слышу вас отлично. Полёт проходит хорошо.» |
| 09:57                | | Гагарин: Настроение бодрое, продолжаю полёт, нахожусь над Америкой. |
|                      | | Заря-3: «Кедр», я «Заря-3». Слышим вас хорошо, приборы работают нормально. Самочувствие нормальное. Что можете мне сообщить по полёту? Что сообщить мне можете? Приём. (Сильный шум.) «Кедр», я «Заря-3». Указание от двадцатого не поступает, не поступает. Всё нормально. Гагарин: Понял вас. От двадцатого указание не поступает. Сообщите ваши данные о полете. Привет блондину! |
| 10:04                | | Гагарин: Нахожусь в апогее. "Работает «Спуск-1», работает солнечная ориентация (в апогее корабль проходил мыс Горн). |
| 10:07                | | Гагарин: Некоторой облачностью закрыто… Вижу горизонт Земли. Очень такой красивый ореол. Сначала радуга от самой поверхности Земли и вниз. Очень красивое, уже ушло через правый иллюминатор. Видно звёзды через «Взор», как проходят звёзды. Очень красивое зрелище. Продолжается полёт в тени Земли. В правый иллюминатор сейчас наблюдаю звёздочку, она так проходит слева направо. Ушла звёздочка, уходит, уходит…. |
| 10:09:15             | | Гагарин: Вышел из тени Земли… Пролетаю над морем… Через правый иллюминатор и «Взор» видно: сейчас появилось Солнце. Объект вращается. Очевидно, работает солнечный системный иллюминатор. <…> Наблюдаю Землю, пролетаю над морем. |
| 10:15                | получение данных | пролетая над Африкой, передал с борта космического корабля «Восток-1»: «Полёт протекает нормально, состояние невесомости переношу хорошо.» |
| 10:18                | | Гагарин: Прошла вторая команда. Давление в системе ориентации 120 атмосфер. Давление в баллоне ТДУ 320 атмосфер. Самочувствие хорошее. Полёт проходит успешно. Как поняли, приём. Все системы работают хорошо. |
| 10:25                | Тормозной импульс. Преждевременное отключение ТДУ. | |
| 10:36                | Разделение отсеков по резервному варианту от термодатчиков на высоте 130 км над Средиземным морем. | |

### Перед стартом

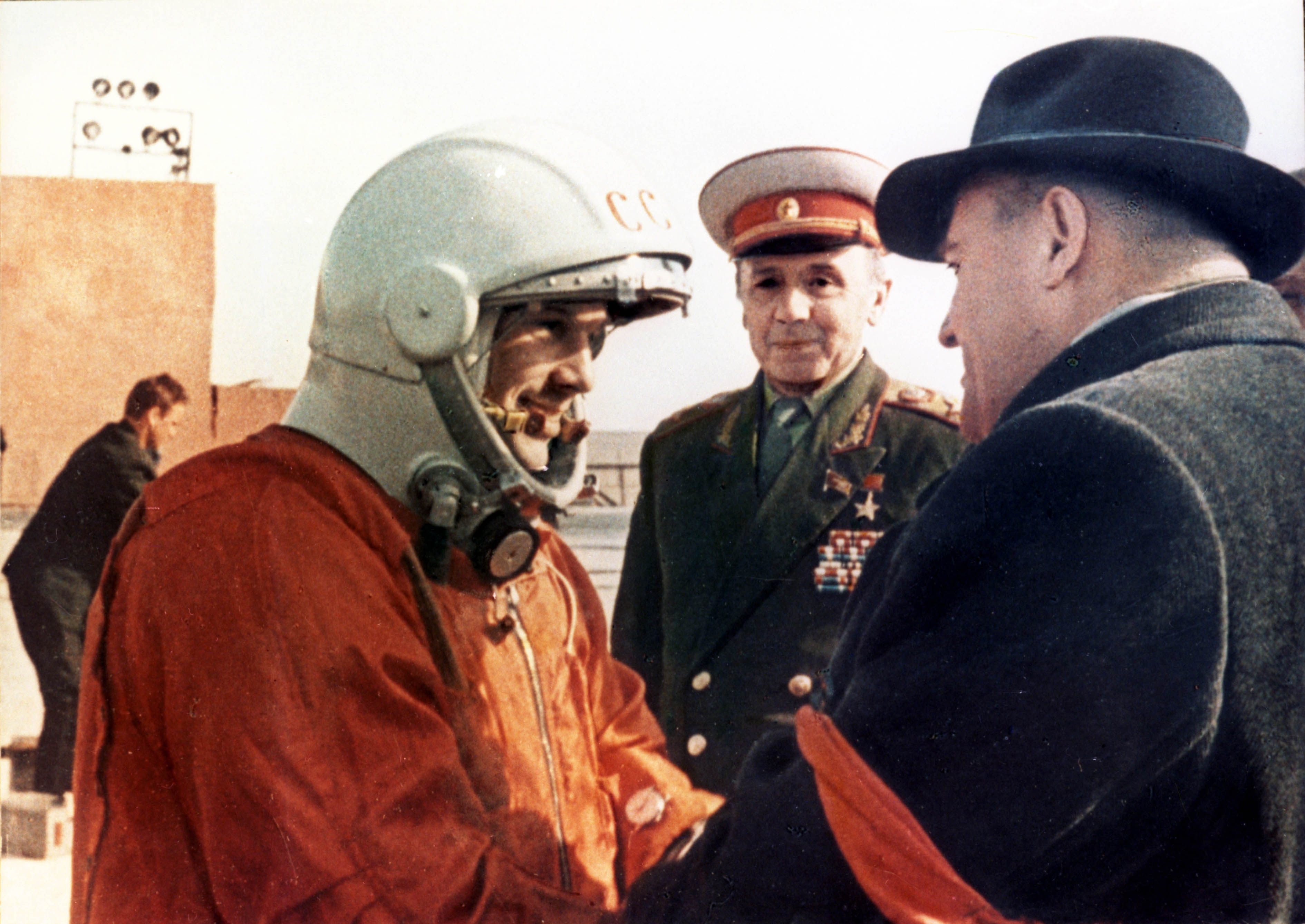
Перед стартом: Гагарин, Москаленко, Королёв.

Сначала надели СК-1 (скафандр) Герману Титову, затем — Юрию Гагарину, чтобы первый космонавт меньше времени находился в скафандре (вентиляционное устройство можно было подключить к источнику питания только в автобусе). Когда Гагарин был одет, работники космодрома попросили у него автографы. Юрий удивился — первый раз в жизни к нему обращались с такой просьбой.
Космонавты вышли из домика — их встретил Королёв. Он был усталым и озабоченным. Позже Гагарин скажет об этой встрече:

Он дал мне несколько рекомендаций и советов, которых я ещё никогда не слышал и которые могли мне пригодиться в полёте. Мне показалось, что, увидев нас и поговорив с нами, он стал несколько бодрее…

Через несколько минут специальный автобус голубого цвета уже ехал к стартовой площадке.

### Старт
Автобус приехал на космодром. После доклада о готовности председателю Государственной комиссии К. Н. Рудневу Гагарин сделал заявление для печати и радио. Оно уместилось на нескольких десятках метров магнитофонной плёнки. Спустя пять часов это заявление стало сенсацией…
Находясь у вершины ракеты, на металлической площадке рядом со входом в кабину, Гагарин приветственно поднял обе руки — попрощался с теми, кто оставался на Земле. Потом скрылся в кабине космического корабля. Внизу, завороженно задрав головы кверху, стояли и Главный конструктор, и другие космонавты и все те, кто провожал его в первый космический полёт.

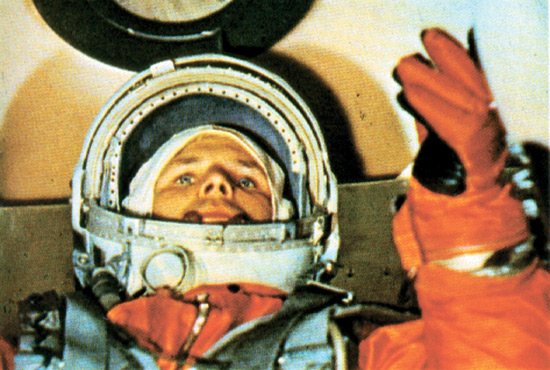
Гагарин перед стартом полёта

Была устранена единственная неисправность. Она обнаружилась при закрытии люка № 1. В ходе проверки герметичности космического корабля датчик показал, что крышка люка, через которую космонавт садился в корабль, закрылась неплотно. В условиях ограниченного времени ведущий конструктор корабля «Восток» О. Г. Ивановский, отвернув гайки с замков, запирающих люк, поправил специальный электрический контакт прижима крышки, сигнализирующий о нормальном закрытии люка, и вновь запер люк. Позже Ивановский вспоминал:
Заметил, что Юрий, чуть приподняв левую руку, внимательно смотрит на меня в маленькое зеркальце, пришитое на рукаве, и тихонько насвистывает мотив песни: «Родина слышит, Родина знает…»
Титову объявили, что он может снять скафандр и ехать на пункт наблюдения, где уже собрались все специалисты. Фамилия человека, который первым покинет планету, теперь известна окончательно — Гагарин.
Старт корабля «Восток-1» был произведён 12 апреля 1961 года в 09:07 по московскому времени с космодрома Байконур; позывной Гагарина был «Кедр». При старте Гагарин произнёс ставшее знаменитым «Поехали!».

### Полёт

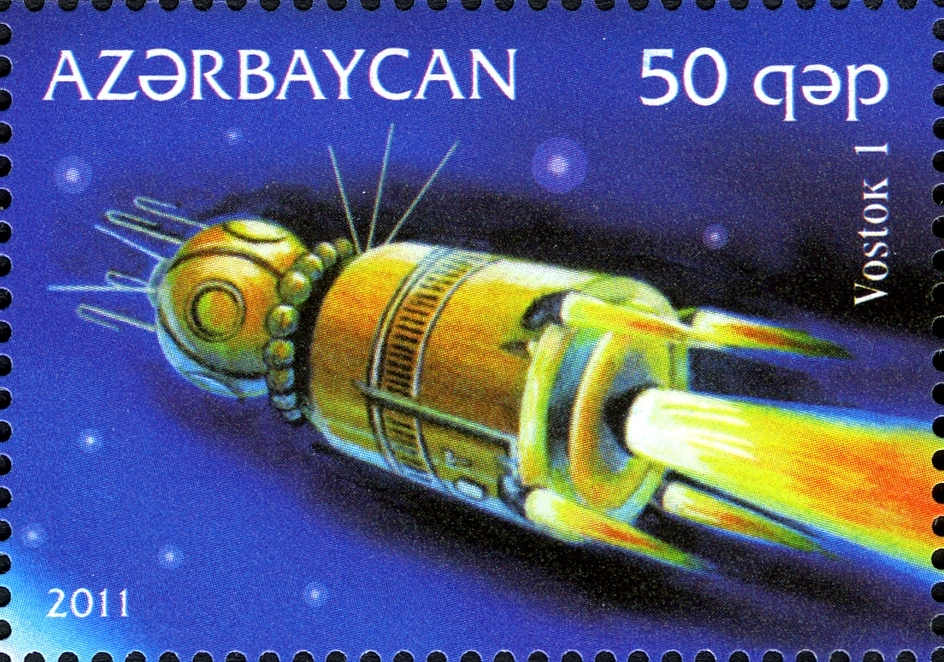
Почтовая марка Азербайджана, 2011

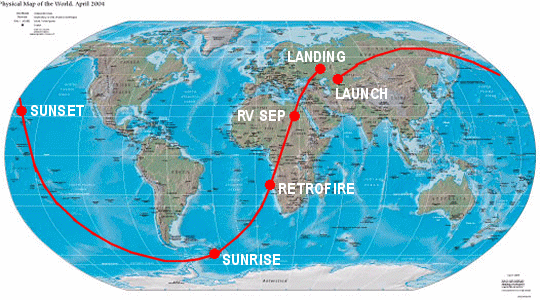
Траектория полёта «Восток-1».

Ракета-носитель «Восток» проработала без замечаний, но на завершающем этапе не сработала система радиоуправления, которая должна была выключить двигатели 3-й ступени. Выключение двигателя произошло только после срабатывания дублирующего механизма (таймера), но корабль уже поднялся на орбиту, высшая точка которой (апогей) оказалась на 100 км выше расчётной. В случае отказа тормозного двигателя сход с такой орбиты с помощью «аэродинамического торможения» мог занять, по разным оценкам, от 20 до 50 дней.
На какой-то момент после взлёта полностью пропала связь с кораблём — из-за помех, возникших от огромной скорости ракеты
Радиосигналы советского космического корабля запеленговали наблюдатели с американской радарной станции Шамия, расположенной на Алеутских островах. Пятью минутами позже в Пентагон ушла шифровка. Ночной дежурный, приняв её, тотчас же позвонил домой доктору Джерому Вейзнеру — главному научному советнику президента Кеннеди. Предстоял доклад президенту — русские опередили американцев.
На орбите Гагарин провёл простейшие эксперименты: пил, ел, делал записи карандашом. «Положив» карандаш рядом с собой, он случайно обнаружил, что тот моментально начал уплывать. Из этого Гагарин сделал вывод, что карандаши и прочие предметы в космосе лучше привязывать. Все свои ощущения и наблюдения он записывал на бортовой магнитофон.
Во время полёта Гагарин поддерживал связь с научно-измерительными пунктами: полигон Тюра-Там, Колпашево и Елизово.

### Спуск и посадка
В 10:25:34 (МСК), после облёта земного шара в соответствии с заданной программой, была включена тормозная двигательная установка (ТДУ). В конце полёта ТДУ конструктора Исаева проработала успешно, но отключилась на секунду раньше (из-за закончившегося горючего), в результате чего автоматика выдала запрет на штатное разделение отсеков. В результате корабль получил вращение со скоростью 1 оборот в секунду, продолжавшееся в течение 10 минут до входа в атмосферу. Когда корабль вошёл в более плотные слои атмосферы, соединяющие кабели перегорели, а команда на разделение отсеков поступила уже от термодатчиков, так что спускаемый аппарат наконец отделился от приборно-двигательного отсека.
Спуск происходил по баллистической траектории (как и у остальных кораблей серий «Восток» и «Восход»), то есть с 8-10-кратными перегрузками, к которым Гагарин был готов. Сложнее было пережить психологические нагрузки — температура снаружи при спуске достигает 3-5 тысяч градусов, а сама кабина начала потрескивать.

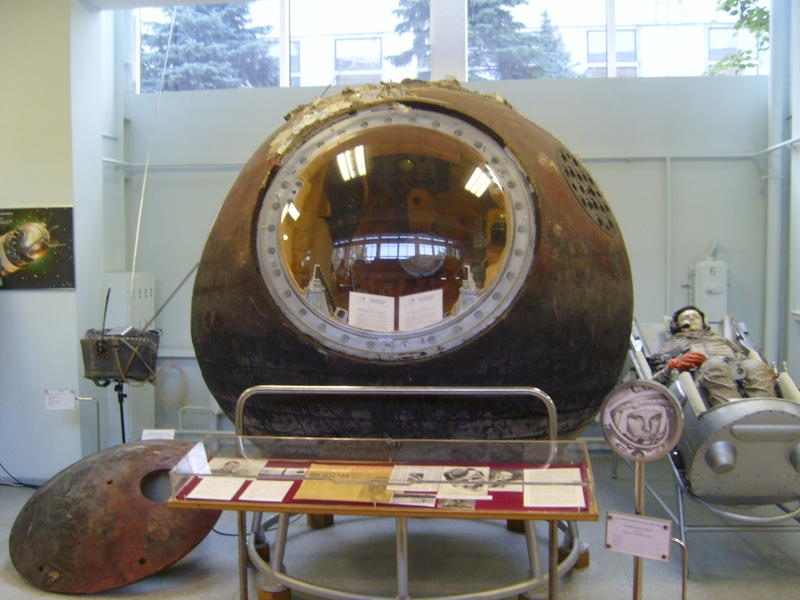
Спускаемый аппарат космического корабля «Восток» в музее корпорации РКК «Энергия». Крышка, отделившаяся на высоте 7 километров, падала на Землю отдельно, без парашюта. Сейчас спускаемый аппарат выставляется в павильоне «Космос» ВДНХ.

На высоте 7 км в соответствии с планом полёта Гагарин катапультировался, после чего капсула и космонавт стали спускаться на парашютах раздельно (по такой же схеме происходила посадка и остальных пяти кораблей из серии «Восток»). После катапультирования и отсоединения воздуховода спускаемого аппарата в герметичном скафандре Гагарина не сразу открылся клапан, через который должен поступать наружный воздух (при надевании скафандра вытяжной трос открытия клапана попал под оболочку скафандра и дополнительно был прижат ремнём привязной системы), так что Гагарин чуть не задохнулся. На высоте 3 км раскрылся дополнительный парашют; сначала он вывалился, не раскрывшись, однако порыв ветра наполнил его. Последней проблемой в этом полёте оказалось место посадки — Гагарин мог опуститься на парашюте в ледяную воду Волги. Юрию помогла хорошая предполётная подготовка — управляя стропами, он увёл парашют от реки и приземлился в поле, в 1,5-2 километрах от берега.
Погода была отличная. Небольшая облачность, солнце, ветерок. И когда надо мной раскрылся парашют и я ощутил крепкие стропы — запел! Запел во весь голос, что называется — на всю Вселенную: «Родина слышит, Родина знает, где в облаках её сын пролетает…».
Из-за сбоя в системе торможения Гагарин приземлился не в запланированном месте, а в Саратовской области, недалеко от села Смеловка. Аппарат приземлился чуть раньше космонавта.
В 10:48 радар близлежащего ракетно-зенитного дивизиона ПВО засёк неопознанную цель — это был спускаемый аппарат (зенитчиков за сутки до этого предупредили, чтобы они следили за «контейнерами с неба»). После катапультирования целей на радаре стало две.

## После посадки

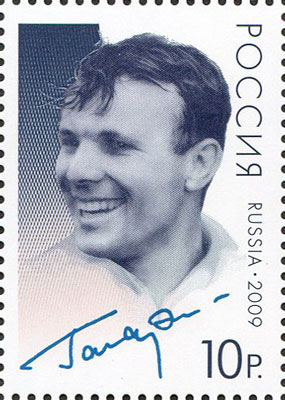
Почтовая марка 2009 года с изображением Гагарина после приземления.

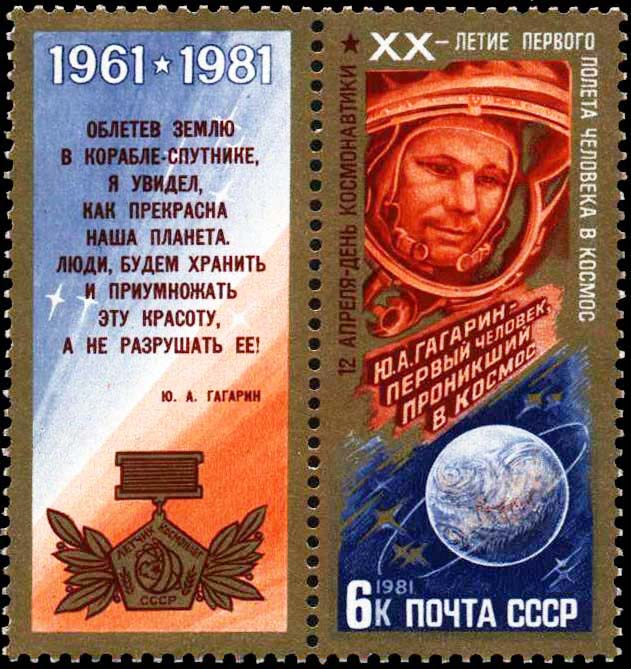
Слова Ю. А. Гагарина о своём полёте на купоне почтовой марки СССР 1981 года

Первыми людьми, которые встретили космонавта после полёта, оказались жена местного лесника Анна (Анихайят) Тахтарова и её шестилетняя внучка Рита (Румия); Гагарин их успокоил и попросил расстегнуть гермошлем.
Вскоре к месту событий прибыли военные во главе с майором А. Н. Гассиевым и местные колхозники. Одна группа военных взяла под охрану спускаемый аппарат, а другая повезла Гагарина в расположение части. Оттуда Гагарин по телефону отрапортовал командиру дивизии ПВО:

Прошу передать главкому ВВС: задачу выполнил, приземлился в заданном районе, чувствую себя хорошо, ушибов и поломок нет. Гагарин.

В 13 часов МСК состоялся телефонный разговор с Н. С. Хрущёвым, стенограмма которого была опубликована в газете «Комсомольская правда» от 13 апреля 1961 г.
Обгоревший спускаемый модуль «Востока-1» сразу же после приземления Гагарина прикрыли тканью и увезли в подмосковные Подлипки на режимную территорию королёвского ОКБ-1. 
Позже он стал главным экспонатом в музее ракетно-космической корпорации «Энергия», выросшей из ОКБ-1. Музей долгое время был закрытым (попасть в него было можно, но достаточно сложно — только в составе группы, по предварительному письму), в мае 2016 гагаринский корабль стал общедоступен, в составе выставки. Некоторое время спускаемый аппарат выставляется в павильоне «Космос» ВДНХ. Сейчас аппарат снова пребывает в музее РКК «Энергия».

## Международная реакция

### Главы государств
В Кремль шли поздравления от руководителей стран со всего мира.
- Президент США Джон Кеннеди написал: «народ Соединённых Штатов разделяет удовлетворение народа Советского Союза в связи с благополучным полётом астронавта, представляющее собой первое проникновение человека в космос. Мы поздравляем Вас и советских учёных и инженеров, сделавших это достижение возможным. Я выражаю искреннее пожелание, чтобы в дальнейшем стремлении к познанию космоса наши страны могли работать вместе и добиться величайшего блага для человечества»;

- Премьер-министр Великобритании Гарольд Макмиллан, поздравляя Н. С. Хрущёва «по случаю величайшего успеха ваших учёных, техников и астронавтов в осуществлении полёта человека в космос», назвал происшедшее «историческим событием»;

- Президент Франции Шарль де Голль писал, что «успех советских учёных и астронавтов делает честь Европе и человечеству».

- Президент Объединённой Арабской Республики Гамаль Абдель Насер писал: «Я не сомневаюсь в том, что перед всем человечеством отныне открываются величайшие горизонты. Советскому народу всегда будет принадлежать честь первенства в смелом овладении тайнами неизведанного с дерзновенной смелостью, основанной на огромных возможностях науки. Подчёркивая, что это достижение представляет собой победу всего человечества, я имею в виду, что оно в то же время является победой дела мира»[49].

- Премьер-министр Индии Джавахарлал Неру: «Это настоящий триумф человечества. Я хотел бы выразить мои искренние поздравления выдающимся учёным, которые сделали это возможным, и майору Юрию Алексеевичу Гагарину — первому человеку, который проник в космос и вернулся на Землю. Этот триумф следует рассматривать как победу дела мира, и он должен заставить нас ещё больше, чем раньше, задуматься о безумии войн на нашей маленькой Земле. Давайте же откажемся от всяких мыслей о войне на земном шаре и займёмся мирными научными достижениями на благо человечества»[49].

- Сукарно, президент Республики Индонезии: «От себя лично и от имени индонезийского народа направляю самые горячие поздравления и приветствия народам и правительству Советского Союза по случаю блестящего успеха, одержанного советскими учёными. Это восхитительное событие открывает не только новую эпоху в жизни человечества, но и новые перспективы для человеческой мысли и деятельности. Несомненно, что любое техническое достижение, а тем более такое значительное и поразительное, приводит к появлению новых проблем. Но я убежден, что одержанные вашим народом успехи в области техники будут полностью поставлены на службу прогресса и благосостояния людей, международного мира в целом»[49].

- Глава Государственного совета Китайской Народной Республики Чжоу Эньлай и председатель кабинета министров КНДР Ким Ир Сен описывали успехи советской науки как «блестящий символ торжества социализма и коммунизма»[49].

- Президент Финляндии Урхо Кекконен: «Примите мои самые искренние поздравления по поводу великого достижения советской науки — первого полета человека в космическое пространство. Финский народ разделяет ту радость, которую советский народ испытывает по поводу этого поистине величественного события, открывающего новую эру в истории человечества»[49].

- Председатель Совета министров Кубы Фидель Кастро направил Н. Хрущёву телеграмму следующего содержания: «Пусть эта его победа станет победой всего человечества, которую мужчины и женщины во всех уголках земли восприняли как самую большую надежду для судеб свободы, благополучия и мира»[49].

- Премьер-министр Японии Хайято Икэда говорил: «Запуск и приземление Советским Союзом космического корабля с человеком на борту является крупной научной победой. Мир ждал, что Советский Союз когда-то совершит запуск такого корабля и сделает это первым. Я хотел бы выразить не удивление в связи с этим, а отдать должное великому достижению Советского Союза».

### Учёные и академики
- 14 апреля 1961 года в «Правде» было опубликовано стихотворение президента китайской Академии наук Го Можо «Гимн космическому кораблю „Восток“» (кит. упр. 《歌颂东方号》) в переводе с китайского К. Гусева, где есть такие строки: «Корабль „Восток“ в космической дали, / И над Вселенной солнце светит ало. / Поют, ликуют люди всей Земли, / На всей планете вдруг светлее стало… / Так славься, человечества весна, / И этот день и подвиг дерзновенный, / И мощь социализма, что видна / Далёким звёздам в глубине Вселенной»[50][48].
- Бернард Ловелл, глава британской обсерватории Джодрелл-Бэнк, и Джордж Томсон, президент Британской ассоциации содействия развитию науки, назвали запуск первого космонавта «величайшим достижением за всю историю человечества», чью дату будут изучать на уроках истории «лет через пятьдесят или через сто»[51].
- Вице-президент Британского межпланетного общества Кеннет Гэтланд: «Отныне человечество больше не привязано к своей колыбели — теперь оно весьма обогатит свой опыт посредством реальных контактов с другими планетами»[51].
- Джеймс Уэбб, директор NASA, назвал нынешний полёт «великолепным достижением … значительным событием по меркам собственной советской программы»[51].
- Герман Оберт заявил, что проблему первых пяти секунд полёта, от которых зависит выживание космонавта, русским удалось решить благодаря использованию мощной первой ступени[51].
- Хидео Итокава, японский эксперт в области ракетной техники, посчитал, что Советский Союз сделал «первый шаг, который ведёт нас к воплощению долгосрочной задачи по доставке людей на другие планеты»[51].
- Каюс Якоб, зам. председателя румынского физико-математического общества, член-корреспондент Академии наук РНР: «День 12 апреля… знаменует собой рещающий скачок, когда человек, оторвавшись от Земли, впервые полетел в космос, чтобы проникнуть в его тайны»[52].
- Одд Дал, председатель Норвежского комитета по исследованию космоса: «Я потрясён сообщением о полёте первого человека в космос. <…> Я считаю это не только огромной научной победой, но и доказательством чрезвычайного прогресса, мастерства советской техники»[52].
- Хайнц Камински, руководитель Бохумской обсерватории (ФРГ): «Эксперимент с запуском человека можно расценить как величайший успех»[52].
- К. С. Кришнан, директор Национальной физической лаборатории Индии: «Я очень счастлив. Это одна из наиболее волнующих новостей, которые когда-либо узнавал мир»[52].

### Писатели и актёры
- Джанни Родари направил телеграмму в адрес газеты «Комсомольская правда»: «Я так рад, как будто сам находился в кармане у Гагарина. Меня переполняет счастьем великий триумф Советского Союза. Я с признательностью думаю о прошлых поколениях, которые трудились и страдали для того, чтобы сделать возможным этот полёт. Человек — действительно создание собственных рук, своего труда, своего ума, своей воли. Каким прекрасным будет праздник 1 Мая, какой прекрасной будет эта весна для всех народов, какие большие надежды расцветут для нас!»[49]

- Чарли Чаплин также направил телеграмму: «Поздравляю. Это великолепное и вдохновляющее достижение должно привести к обновлению отношений между народами, к прогрессу человеческого разума. Это достижение должно покончить с тёмными временами войн и насилия, устаревшими для современного мира. Пусть наука движется вперёд в интересах прогресса. И пусть она не служит никогда целям разрушения. Всегда с вами, за мир во всём мире»[49].

В высших эшелонах Соединённых Штатов неожиданное поражение на данном этапе космической гонки вызывало досаду и раздражение. Джон Кеннеди, в числе прочего, заявил, что его крайне угнетает отставание американской космонавтики от советской. Будущий президент США Линдон Джонсон писал: «Теперь вдруг небо выглядело почти чужим. Я также помню глубокий шок от осознания того, что другая нация смогла достичь технологического превосходства над нашей великой страной».

## Историческое значение
Полёт Юрия Гагарина часто сравнивают с такими важными событиями, ставшими историческими вехами, как плавание Христофора Колумба, приведшее к открытию Америки, или первый перелёт через Атлантический океан, совершённый Джоном Олкоком и Артуром Брауном.
В Советском Союзе успешное осуществление первого пилотируемого космического полёта также рассматривалось как большой триумф в холодной войне против Соединённых Штатов.
Запуск космического корабля «Восток» 12 апреля 1961 года подтвердил высокий технический и научный уровень СССР и ускорил развитие космической программы в США. Полёт показал возможность нормального пребывания человека в космическом пространстве. Юрий Алексеевич Гагарин стал одним из самых известных людей планеты.